# Ideal Auto Company
Die Ideal Auto Company war ein US-amerikanischer Nutzfahrzeughersteller. Markenname war Ideal. Es ist kein direkter Bezug zu anderen Motorfahrzeugherstellern bekannt, die den gleichen Markennamen verwendeten.
Das Unternehmen hatte seinen Sitz in Fort Wayne, Indiana.
Es gab nur einen US-amerikanischen Hersteller von Nutzfahrzeugen der Marke Ideal, jedoch mehrere solche von Personenkraftwagen: Ideal Automobile Manufacturing Company, Richmond & Holmes Company, B. & P. Company, Ideal Motor Vehicle Company, Ideal Runabout Manufacturing Company, Bethlehem Automobile Company, Ideal Electric Vehicle Company, Ideal Shop. Der Nutzfahrzeughersteller Bethlehem Motor Truck Company verwendete den Markennamen ebenfalls für PKW.

## Fahrzeuge
Das Unternehmen bot ab 1910 einen Lieferwagen mit einer Nutzlast von 0,25 sh. tn. (225 kg) und einen leichten LKW mit 1 sh. tn. (ca. 0,9 t) an. Die Fahrzeuge hatten einen wassergekühlten Zwei- resp. Vierzylindermotor, Zweigang-Planetengetriebe und je eine Antriebskette zu jedem Hinterrad. Zur Anwendung kamen Vollgummireifen.
Für 1911 wird ein LKW mit 1600 lb (ca. 725 kg) Nutzlast vermerkt. Das Fahrzeug wog 2000 lb (ca. 900 kg) und hatte einen Radstand von 100 Zoll (2540 mm). Der Motor war ein Zweizylinder-Viertakter mit 20 HP (üblicherweise ein errechneter Wert nach der N.A.C.C.-Formel). Der Motor war mit Schebler- oder Marvel-Vergaser und American-Bosch-Zündung erhältlich. Die Kraftübertragung erfolgte über Zweigang-Planetengetriebe, Mehrscheiben-Kupplung und Antriebsketten. Der Motor war „unter dem Fahrersitz“ angebracht, was auf einen Frontlenker hinweist. Das Fahrzeug hatte hölzerne Artillerieräder der Dimension 36 × 2,5 Zoll vorn und 36 × 3 Zoll hinten mit Vollgummireifen. Ideal baute das Lenkgetriebe selber und verwendete eine Aufhängung mit Dreiviertelelliptik-Blattfedern. Ein vollständiges Fahrzeug mit Werks-Aufbau kostete ab US$ 1200,-.
Es scheint, dass das Frontlenker-Konzept im folgenden Jahr auf alle Ideal-LKW ausgeweitet wurde. Zweizylindermotoren waren nicht mehr erhältlich. Alle Fahrgestelle waren als Express-Pritschenwagen oder als Stake Trucks mit Ladebalken zur Ladungssicherung erhältlich.
1915 wurden ersetzten konventionelle Getriebe die Planetengetriebe. Lieferbar waren Frontlenker mit 1 sh.tn (ca. 0,9 t), 1,5 sh.tn. (ca. 1,3 t) und 2,5 sh.tn. (ca. 2,3 t).
Je nach Quelle endete die Produktion 1915 oder 1916.